# Ludwig Meyländer genannt Rogalla von Bieberstein

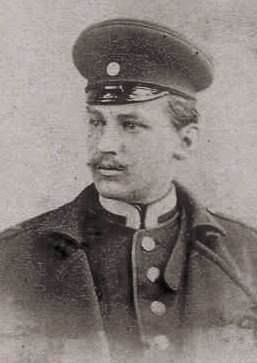
Ludwig Meyländer gen. Rogalla von Bieberstein (um 1900)

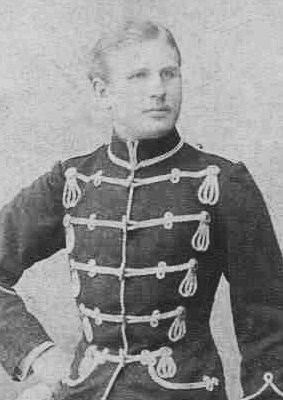
Ludwig Meyländer gen. Rogalla von Bieberstein (1908)

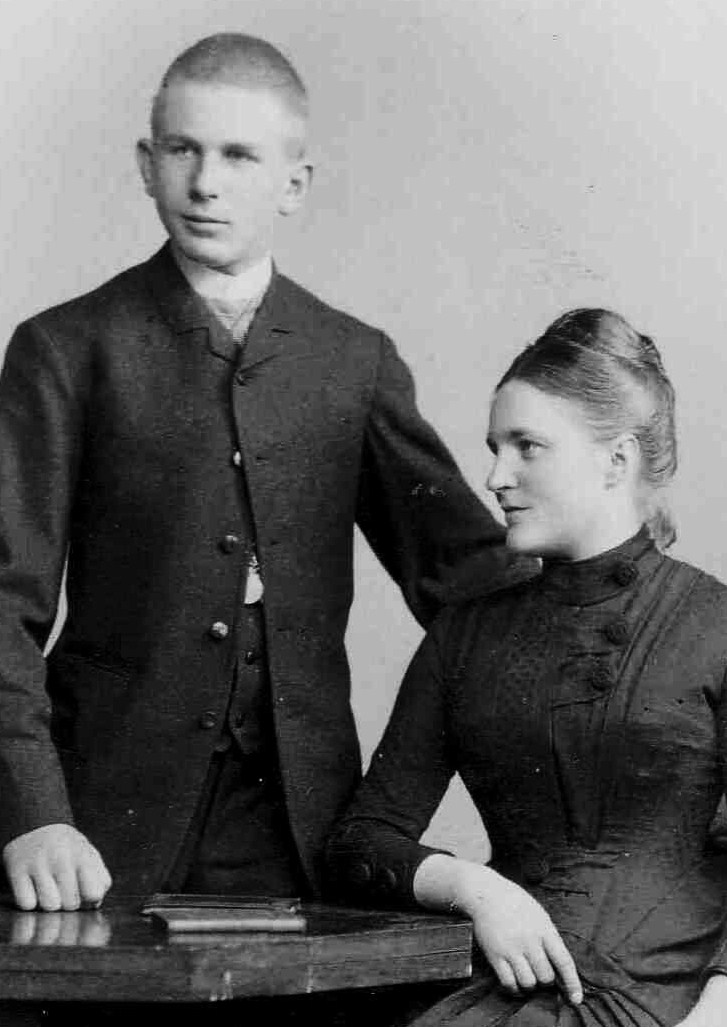
Ludwig Meyländer gen. Rogalla von Bieberstein mit Ehefrau Hanna (um 1914)

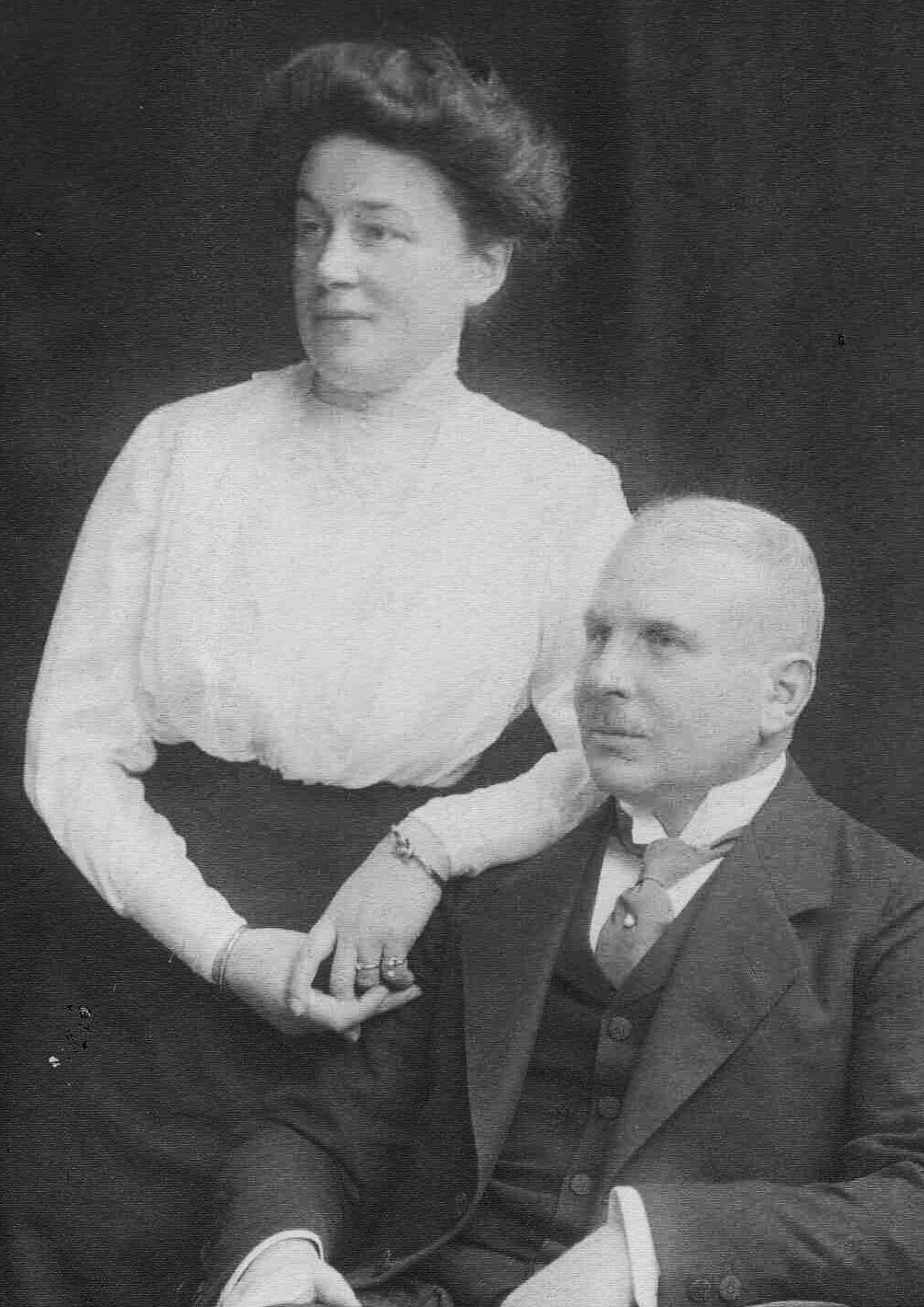
Ludwig Meyländer gen. Rogalla von Bieberstein mit Ehefrau Hanna (um 1930)

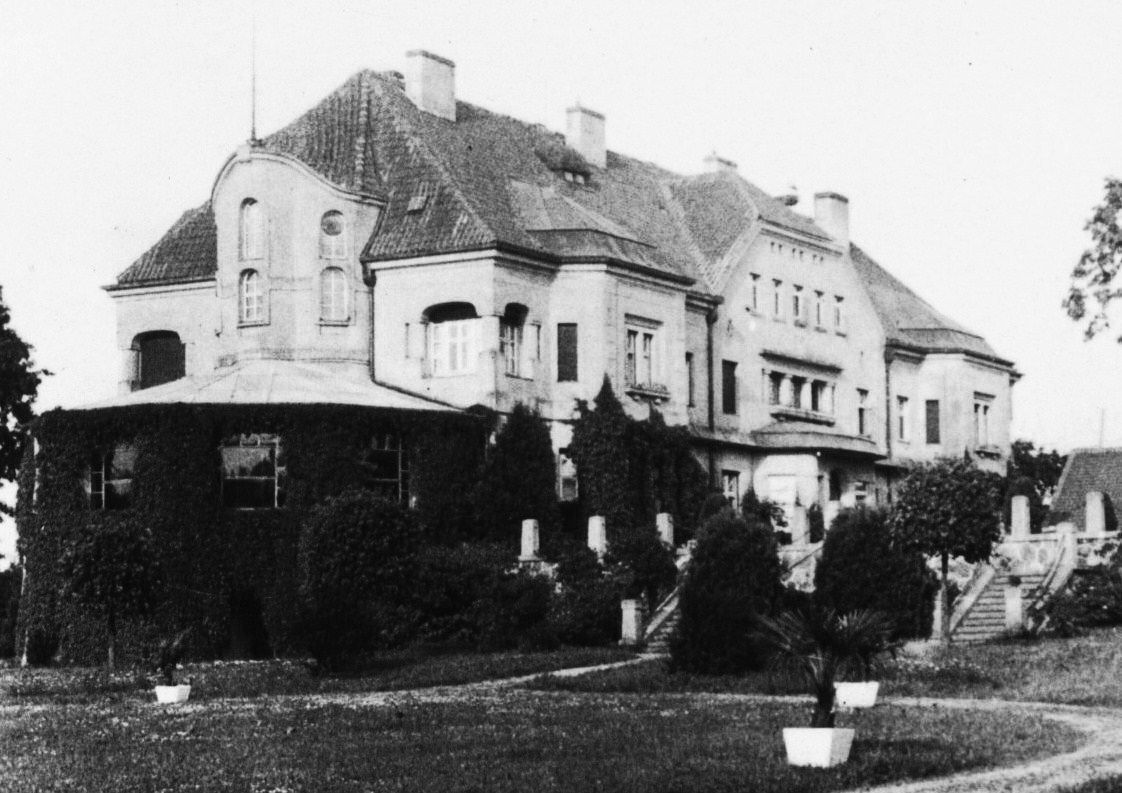
Haus Laukischken (um 1900)

Ludwig Meyländer genannt Rogalla von Bieberstein (* 14. Juli 1873 auf Gut Adlig Laukischken, Landkreis Labiau; † 4. August 1940 in Wartenburg) war preußischer Rittmeister a. D., Gutsbesitzer und Rechtsritter des Johanniterordens sowie Widerstandskämpfer.

## Familie
Sein Großvater Friedrich Gottlieb Meyländer, Rittmeister im Schwarzen Husarenregiment Nr. 5, war der adoptierte und 1807 als „Meyländer genannt Rogalla von Bieberstein“ erblich geadelte Stiefsohn des Kapitäns Johann Siegmund Rogalla von Bieberstein aus dem alten ostpreußischen Adelsgeschlecht. Sein Vater war der Rittergutsbesitzers Oskar Meyländer genannt Rogalla von Bieberstein (1843–1889), Gutsherr auf Adlig Laukischken, Powangen, Groß und Kl. Schmerberg sowie Papsten, seine Mutter (Lina) Walli Adolfine von Bieberstein Kasimirski (1854–1936) aus Nadafken bei Baranowen im Landkreis Sensburg. Der jüngere Bruder Ernst starb im Kindesalter.
Bieberstein heiratete am 24. Januar 1913 Gertrud Helene (Hanna) Woelki auf Adlig Gründen Landkreis Labiau (* Königsberg 1877, † Lage b. Oldenburg i. Holstein 1946), Tochter des Hauptmanns Hermann Woelki und der Gertrude Reich. Sie war die Witwe nach dem Leutnant Elimar Boltz auf Rittergut Adlig Gründen (2500 Morgen) und brachte die Kinder Lilli Boltz, Richard Boltz, Ursula Hanna Boltz und Margot Hanna Boltz mit in die Ehe. Die eigene Ehe blieb kinderlos.

## Leben

### Kindheit, Schule, Kadettencorps
Bieberstein wuchs mit seinem jüngeren Bruder Ernst auf dem väterlichen Gut Laukischken in Ostpreußen auf. Das Reiten lag im Blut. Zuerst auf dem Abreitplatz vor dem Schloss, dann ging es in den Park, später in das Gelände und dann an die Deime zu Vetter und Tante nach Groß Schmerberg. Der sonntägliche Kirchgang führte vom Herrenhaus über die Straße in die alte Kirche, wo ein Stein an das Wirken des Ännchen von Tharau erinnerte. Nach Vorbereitung durch einen Hauslehrer kam er – wie andere Vettern – auf das Herzog Albrechts-Gymnasium in Allenstein oder das Collegium Fridericianum in Königsberg.
Am 5. Mai 1884 trat er unter der Nummer 4217 mit 11 Jahren in die 1. Kompanie des königlich preußischen Kadettencorps zu Kulm ein, wo bereits seit 2. Mai 1882 sein Vetter Hans Philipp Adolf Erdmann RvB aus dem nahe gelegenen Klein Schmerberg diente. Ein Foto zeigt beide in Kadettenuniform. Am 19. Februar 1887 wurde Bieberstein entlassen. 1889 verlor er mit 14 Jahren seinen Vater und kam unter Vormundschaft.

### Militärzeit (1893–1912)
Eingetreten in die Armee 8. Oktober 1893 als Avantgardeur im 3. Garde-Ulanenregiment in Potsdam, 24. Juni 1894 Portepee-Fähnrich. Befohlen 13. Mai 1895 zum Magdeburgischen Husaren-Regiment Nr. 10 nach Stendal als Sekondeleutnant im 5. Eskadron, 1898 zum 2. Eskadron versetzt und Teilnahme im September am Kaisermanöver des VII und X Armeecorps in Westfalen, an der Abschlussparade vor Kaiser Wilhelm II. und an der Begleiteskorte für die Kaiserin zur Parade nach Minden, 1899 Leutnant, versetzt zum 5. Eskadron 1900 und Teilnahme an der Eskorten-Eskadron zur Enthüllung Denkmal für Kaiser Karl IV. durch Kaiser Wilhelm II. und Kronprinz Wilhelm am 29. November, 1901–1902 1. Eskadron, 1903 ohne Eskadronszugehörigkeit, 1904 kommandiert zur Königlich Preußischen Gestütsverwaltung, befördert zum Oberleutnant im 5. Eskadron am 16. März 1905 und Austritt zur Reserve am 15. September 1905. 1906–1908 Oberleutnant der Reserve in Wehlau, 1909–1910 in Königsberg (Ostpreußen), am 23. November 1910 zur Landwehr-Kavallerie-Brigade 1 Kommandantur Königsberg übergeführt, 26. März 1912 Rittmeister der Landwehr Kavallerie (Ld2 Königsberg), 18. Oktober 1912 zu den Reserve Offizieren des 10. Husarenregiments zurückversetzt., 1912/14 Rittmeister der Reserve a. D. des Husarenregiments Nr. 10.

### Landwirt (1912–1940)
Aus Anlass seiner Hochzeit 1913 war das alte Herrenhaus in Laukischken abgerissen und auf den Grundmauern das neue moderne Schloss mit seinen 20 Gästezimmern errichtet worden.
Zu dem Rittergut gehörten 1913, damals war noch Richard Wolle sein Verwalter, wie auch 1932 das Gut Laukischken (640 ha), Papsten (39 ha) und das Gut Gr. Schmerberg (342 ha), was zusammen 1021 ha sind. Davon waren 531 ha Acker, 204 Wiesen, 32 Weiden, 112 Holzungen und 43 Umland.
Die Tierzucht 1913: 135 Pferde (alle fuchsfarben), 382 Rindviecher (Rasse Rotbund, davon 189 Kühe), 72 Schafe, 162 Schweine. Die Kuhherde war dem Herdbuch angeschlossen. Die Milch der Kühe wurde in der gutseigenen Molkerei in Laukischken zu Butter verarbeitet. Bei den Hühnern war auf die 1901 in Deutschland aus den USA eingeführten rotbraunen Rhodeländer erfolgreich umgestellt worden.
Für 1932, also bereits nach der großen Wirtschaftskrise, lassen sich laut dem Güteradressbuch Ostpreußen für das Adlig-Rittergut mit Powangen und Klein Mühlwalde sowie 626 ha datieren, sowie 41 ha des Rittergutes Papsten. Das landwirtschaftliche Standardwerk nennt Ludwig Rogalla v. Bieberstein als Eigentümer, ohne den Familiennamen Meyländer.

### Politisch-, gesellschaftliche Aktivitäten und Ausgrenzung
Bieberstein heiratete im Januar 1913. Im gleichen Jahr erschien anonym beim Kyffhäuser Verlag in München der zweite Jahrgang eines Machwerks übelster Sorte, der mit Swastika und Germanenkopf geschmückte sogenannte Semi-Gotha, als dessen Schreiber Wilhelm Pickl v.on Witkenberg erkannt ist. Er behauptet – ohne einen Beleg liefern zu können --- dass der adoptierte und geadelte Großvater, Friedrich Gottlieb Meyländer gnt. Rogalla von Bieberstein, in männlicher Linie jüdischer Abstammung sei. Es wird damit deutlich, dass sein Familienzweig bereits vor dem Ersten Weltkrieg von dem wachsenden Kreis völkisch gesinnter Zeitgenossen einem Druck der Ausgrenzung aus dem Alltags-, Wirtschafts- und Militärleben ausgesetzt war.
Bieberstein suchte umgehend um Aufnahme in den Johanniterorden nach und wurde vom Ordenskapitel noch 1913 als Ehrenritter in die Balley Brandenburg aufgenommen und der Preußischen Genossenschaft zugeordnet. Mit diesem Rittertitel und der gegenüber der Darstellung im Brünner Tagebuch auf die Urgroßeltern erweiterten Stammfolge, den Hinweisen auf Adoption mit anschließender Nobilitierung sowie der evangelischer Konfessionszugehörigkeit ging er im Gothaischen genealogischem Taschenbuch, Druck 1914, in die Offensive. Er stellte heraus, dass Urgroßvater der königlich preußische Justizaktuarius Friedrich Meyländer und Großmutter die Erbin von Groß Schmerberg und Powangen Marie Elisabeth Gerlach war.
Beim ersten Einfall in Ostpreußen im August 1914 floh die Familie nach Königsberg, während die Russen Dorf und Schloss Laukischken besetzten. Die auf dem Dachboden des Herrenhauses und im Kirchturm eingerichteten Maschinengewehrstände, wurden von jenseits der Deime von deutscher Artillerie bekämpft. Die Kriegszerstörungen und Plünderungen im Haus waren groß und sind fotografisch festgehalten.
Nach dem verlorenen Krieg, den revolutionären Unruhen, der Abdankung des Kaisers, den er persönlich erlebt und eskortiert, auf den er seinen Treueeid geleistet hatte, etablierte sich die ungeliebte Weimarer Republik. Wie weite Kreise des Bürgertums, so verletzte die Ablösung der Farben Schwarz-Weiß-Rot des Bismarckreichs durch die Farben Schwarz-Rot-Gold der 1848-Revolution seinen Nationalstolz. Er hisste in den Anfangstagen der Weimarer-Republik weiter Schwarz-Weiß-Rot.
Bieberstein wurde zu einem entschiedenen Gegner der Nationalsozialisten. Schon für 1936 ist belegt, dass er sich weigerte, sich in die Umzüge zum 1. Mai einzuordnen und den neuen Symbolen des Reichs den gewünschten Platz einzuräumen.
Die Königsberger Zeitung schrieb am Sonntag, den 10. März 1940 im Lokalteil unter der Balkenüberschrift Reaktionärer Landwirt ins Zuchthaus.: Schon lange war er für sein staatsfeindlichen Verhalten reif, durch die Stimme des Volkes abgeurteilt zu werden. Er habe nämlich ausländische Sender abgehört, bei der Weihnachtsfeier eine staatsfeindliche Rede gehalten, die polnischen Kriegsgefangenen mit Braten, Tabakwaren usw. reich bewirtet und habe sich aus Prinzip niemals des Deutschen Grußes bedient, ja er wagte sogar, die Fahne des Deutschen Reichs am Giebel seines Stalles zu hissen, wogegen er früher die Fahne des zweiten Reiches an dem auf seinem Schloß vorhandenen Mast hißte.
Er starb am 4. August 1940 durch Hängen auf Befehl der NS-Regierung im Zuchthaus Wartenburg, Landkreis Allenstein, Ostpreußen.

### Ehrungen
- Ehrenritter des Johanniterordens der Balley Brandenburg 1913. (Preußische Genossenschaft).
- Rechtsritter des Johanniterordens 25. Juni 1935 durch den Herrenmeister Prinz Oskar von Preußen